# 佩森 (犹他州)
佩森（英語：Payson）是美国犹他州犹他县下属的一座城市。建市于1850年，面积大约为8.67平方英里（22.5平方公里），海拔约为4,700英尺（1,400米）。根据2010年美国人口普查，该市有人口18,294人。